# 中国奥蛛
中国奥蛛（学名：Orchestina sinensis）为卵形蛛科奥蛛属的动物。在中国大陆，分布于安徽、浙江等地，常见于苔鲜丛和落叶层中。该物种的模式产地在安徽。其种加词“sinensis”意为“中华的”。